# Гроза (Куп'янський район)
Гро́за — село в Україні, у Шевченківській селищній громаді Куп'янського району Харківської області. За даними перепису населення 2001 року в селі проживала 501 особа, за оцінкою 2023 року в селі проживало близько 330 осіб. Внаслідок ракетного удару Росії 5 жовтня 2023 року було вбито 59 осіб, тобто майже п'яту частину його мешканців.За оцінкою 2024 році в селі мешкає 270 чоловік.
З моменту свого заснування село було включене до Шевченківської селищної ради, у 1954 її передали до складу Олександрівської сільської ради, а у 1974 році до Петропільської сільської ради.

## Географія
Село розташоване у верхів'ї безіменної балки лівої складової балки Кручений Яр басейну Середньої Балаклійки. Займає площу в 210 га.
В Грозі сім вулиць:
Колонна,Набережна,Зелена,Польова,Новоселів,Молодіжна,Самарська.На відстані 1 км розташовані села Огурцівка, Самарське та Олександрівка, за 2,5 км знаходиться селище Шевченкове. Гроза має вигідне географічне розташування. По-перше, навколишні землі вважаються чи не найкращими у районі рівнинними чорноземами. По-друге, поряд знаходиться районний центр, залізниця і автодорога Чугуїв-Мілове Н26.

## Історія
Село засновано у верхів'ї безіменної балки біля двох ставків у 1922 році переселенцями із Старовірівка (Куп'янський район), Соляниківки, Нечволодівка, Болдирівка, Оливівки та деяких інших сіл Старовірівської волості Куп'янського повіту. Під час розподілу землі між переселенцями почався сильний дощ з грозою, що й позначилося в назві села. Станом на 1925 рік у селі у 60 дворах уже проживало 360 мешканців.Надалі Гроза продовжувала швидко заселятися, і в 1950-60х роках число її жителів сягнуло понад 600 чоловік.
У 1920-х роках,в умовах нової економічної політики,грозяни досить швидко побудувалися,обзавелися робочою худобою,почали скуповувати сільськогосподарську техніку.Так поступало в селі утворилося машинно-тракторне товариство "Комнезам".У 1940 році колгосп отримав назву імені Жданова. 
На відміну від навколишніх сіл,під час колективізації в Грозі не зафіксовано масових трагедій насильницького розкуркулювання селянських родин,не було тут і смертей від голоду в 1933 році.Можливо,це було зумовлено тим,що мешканці тільки-но заснованого села ,які в 1922-1925 роках отримали приблизно рівні ділянки землі, ще не встигли розбагатіти, як це спостерігалося в більшості давніх населених пунктів краю.
Колищній орган місцевого самоуправління - Петропільська сільська рада.
12 червня 2020 року, відповідно до Розпорядження Кабінету Міністрів України № 725-р «Про визначення адміністративних центрів та затвердження територій територіальних громад Харківської області», увійшло до складу Шевченківської селищної територіальної громади.
19 липня 2020 року, в результаті адміністративно-територіальної реформи та ліквідації Шевченківського району, село увійшло до складу новоутвореного Куп'янського району Харківської області.

### Російське вторгнення в Україну (з 2022)
З лютого по вересень 2022 року село перебувало під російською окупацією.
9 вересня 2022 року в ході слобожанського контрнаступу ЗСУ звільнили село.
5 жовтня 2023 року відбувся обстріл російською армією магазину й кафе, унаслідок якого загинуло 59 осіб, серед жертв — восьмирічна  дитина.

## Населення

### Мова
Розподіл населення за рідною мовою за даними перепису 2001 року:
| Мова            | Відсоток |
| --------------- | -------- |
| українська      | 93,2 %   |
| російська       | 4,4 %    |
| інші/не вказали | 2,4 %    |